# Irpin
Pour les articles homonymes, voir Irpine.
Irpin ou Irpin’ (en ukrainien : Ірпiнь, /irˈp⁽ʲ⁾inʲ/ ) est une ville de l'oblast de Kiev, en Ukraine. Sa population s'élevait à 62 500 habitants.

## Géographie
Irpin' est située sur la rivière Irpine, un affluent de la rive droite du Dniepr, à 10 km au nord-ouest de Kiev. Irpin' fait partie de l'agglomération de Kiev.

## Administration
Irpin' fait partie de la municipalité du même nom (en ukrainien : Ірпінська міськрада, Irpins'ka mis'krada), qui compte également trois communes urbaines : Vorzel, Hostomel et Kotsioubynske.

## Histoire
Irpin' est fondée en 1899, pendant la construction de la voie ferrée Kiev – Kovel, et reçoit le nom de la rivière voisine. Pendant la Seconde Guerre mondiale, Irpin' est occupée par l'Allemagne nazie du 24 août 1941 au 6 novembre 1943. Elle a le statut de ville depuis 1956.
Depuis 2003, Irpin' accueille chaque année le Festival du Film d'Irpin', une manifestation cinématographique alternative.
En mars 2022, lors de l'invasion russe de l'Ukraine, elle fait l'objet de combats entre les forces ukrainiennes et les forces russes, la ville étant un point stratégique pour prendre Kiev.
Le 28 mars 2022, après une brève occupation par les forces russes, la ville est reprise par les forces ukrainiennes,.

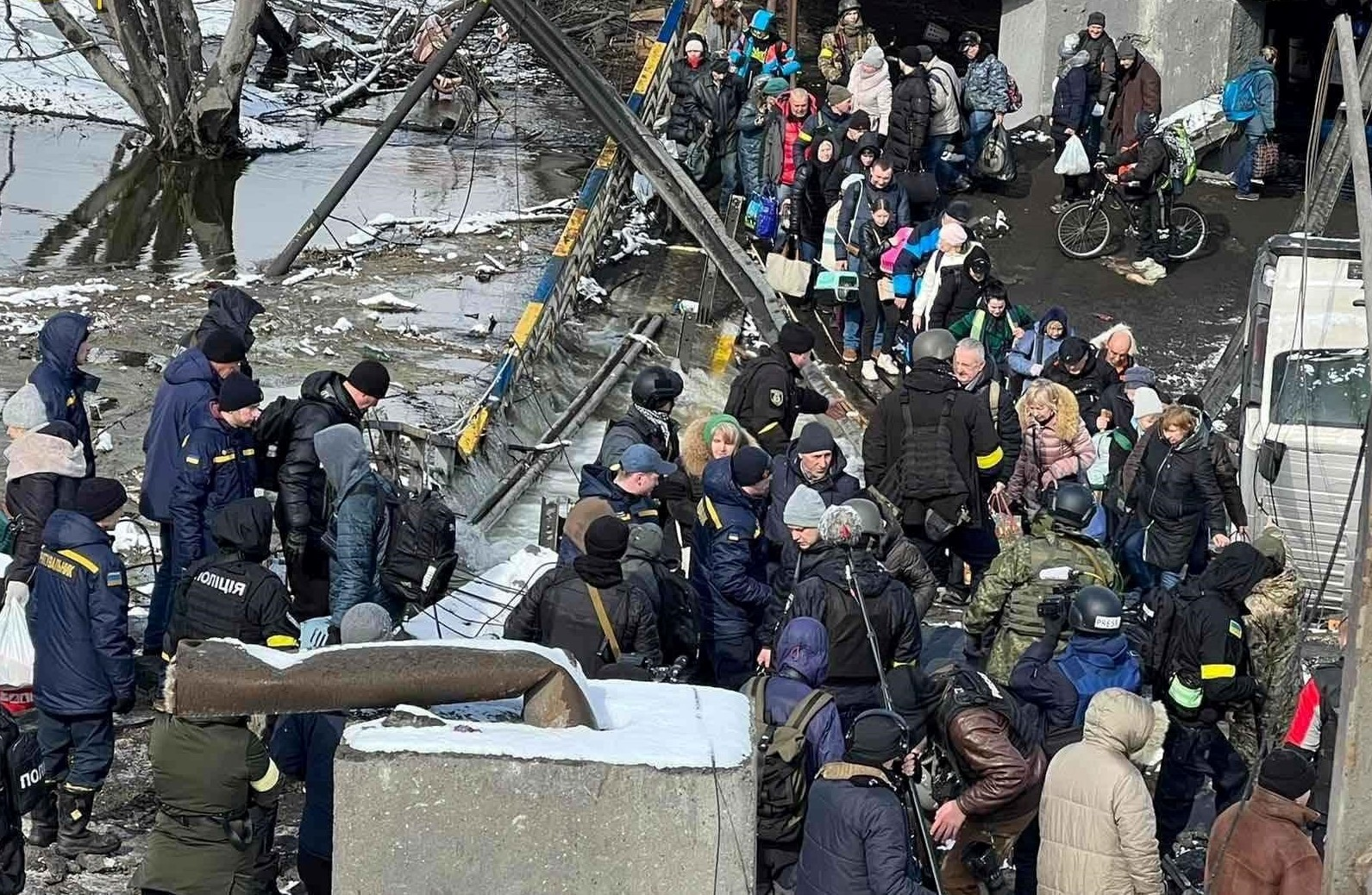
Fuite de civils d'Irpin' vers Kiev, 8 mars 2022.
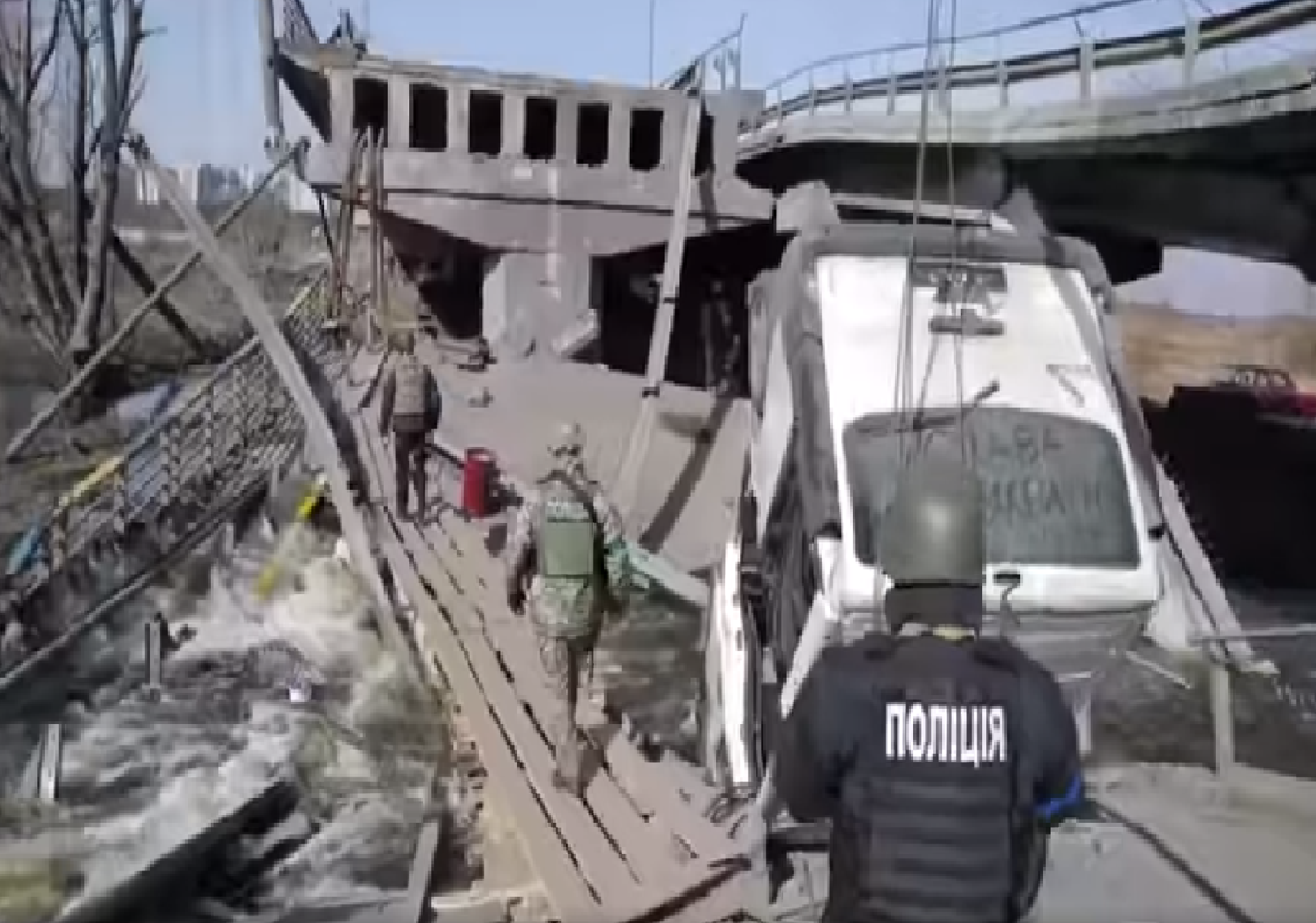
Soldats ukrainiens traversant une pont vers Irpin', le 13 mars 2022.
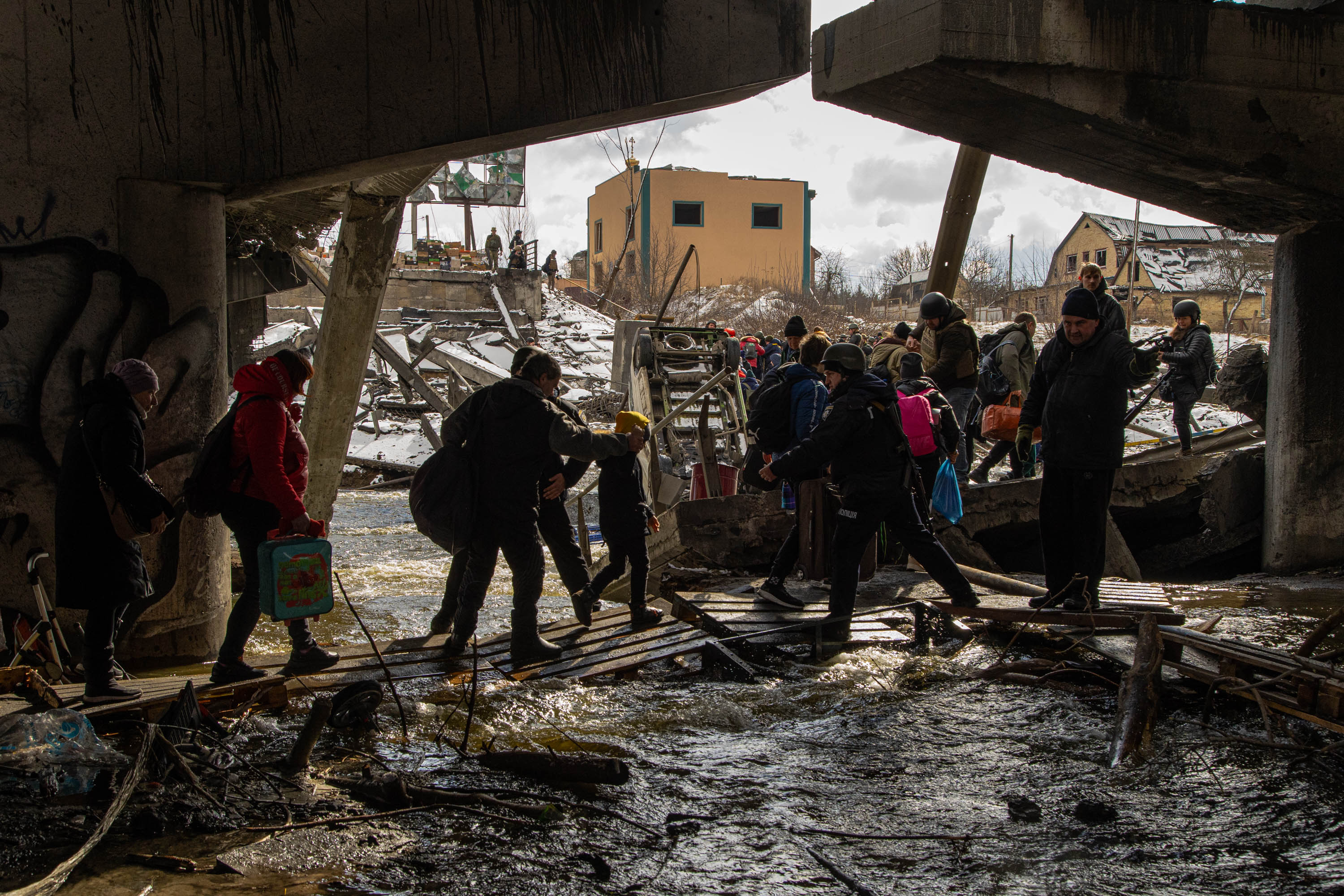
Fuite de civils d'Irpin' vers Kiev, 8 mars 2022.
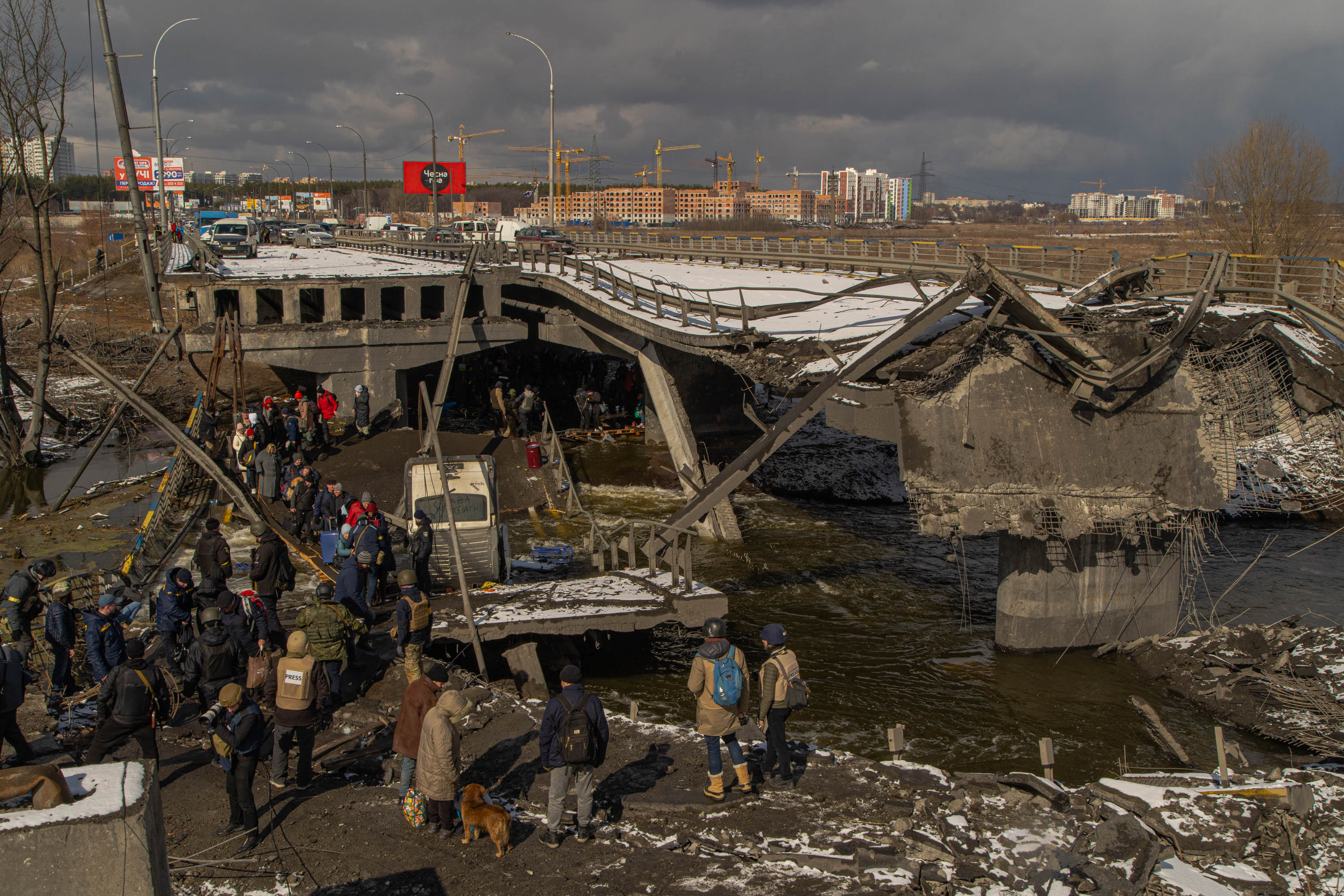
Fuite de civils d'Irpin' vers Kiev, 8 mars 2022.

## Infrastructures

### Sport
Un nouveau stade est construit en 2016 et a deux clubs professionnels :  FC Ros Bila Tserkva et le FC Nafkom Brovary.

### Éducation
- L'Université nationale du service fiscal d'État
- L'école d'économie de l'Université Nationale Agrarianienne
- Le séminaire de évangile Biblique

### Parcs

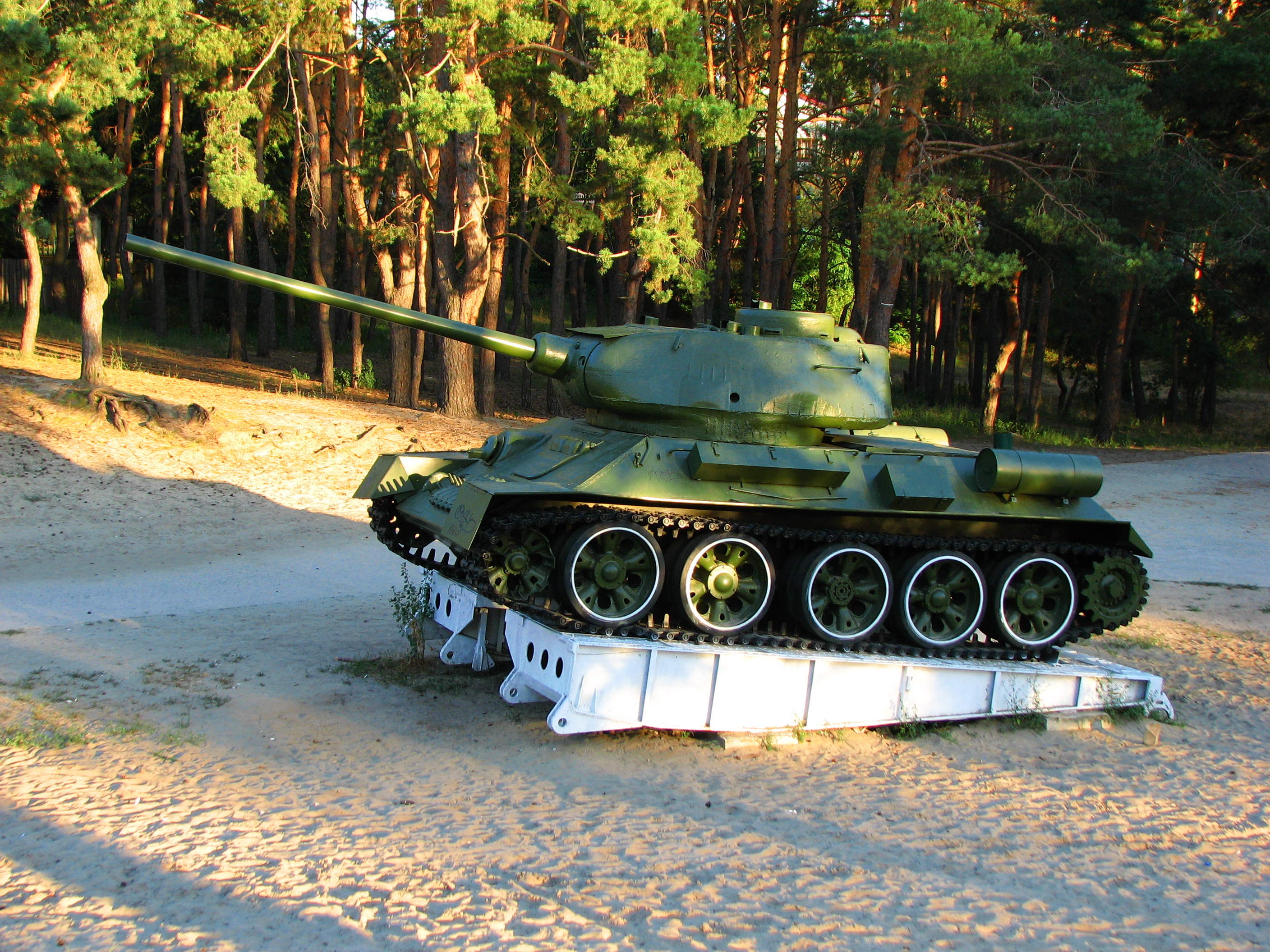
Monument du parc de la Victoire, un T-34 85 de la 2GM
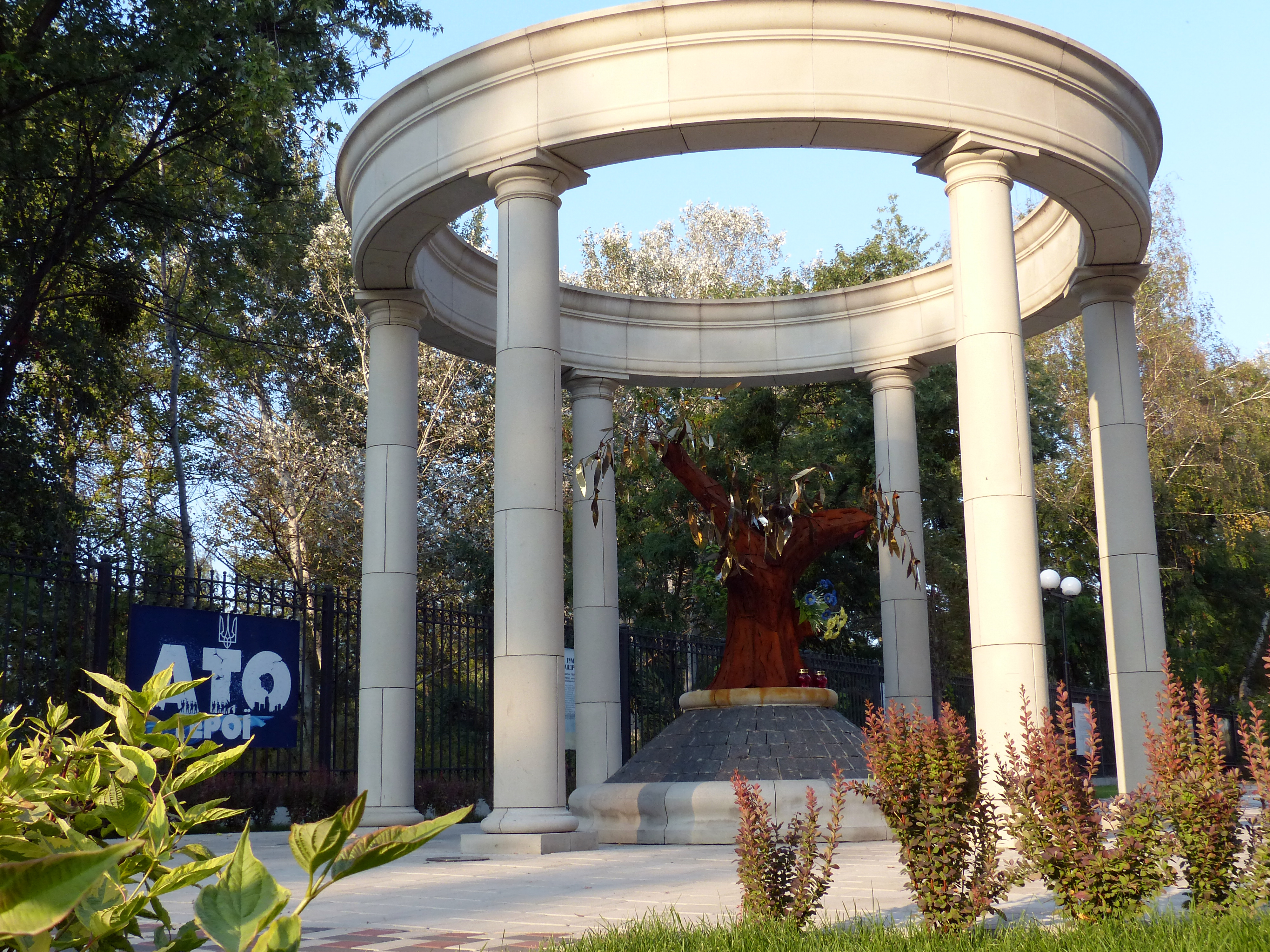
Parc de l'allée des héros.
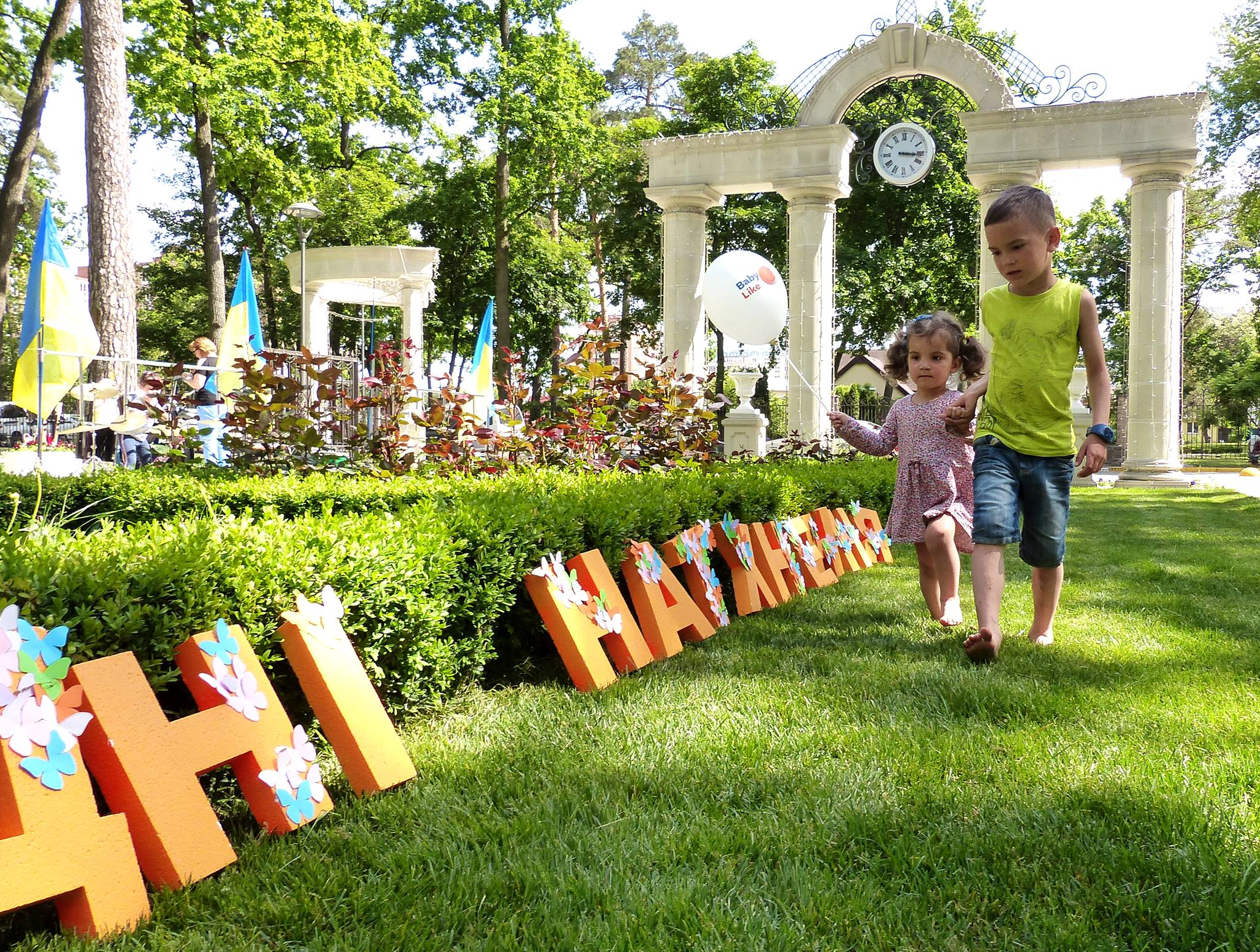
parc Volodimyr Pravyk.
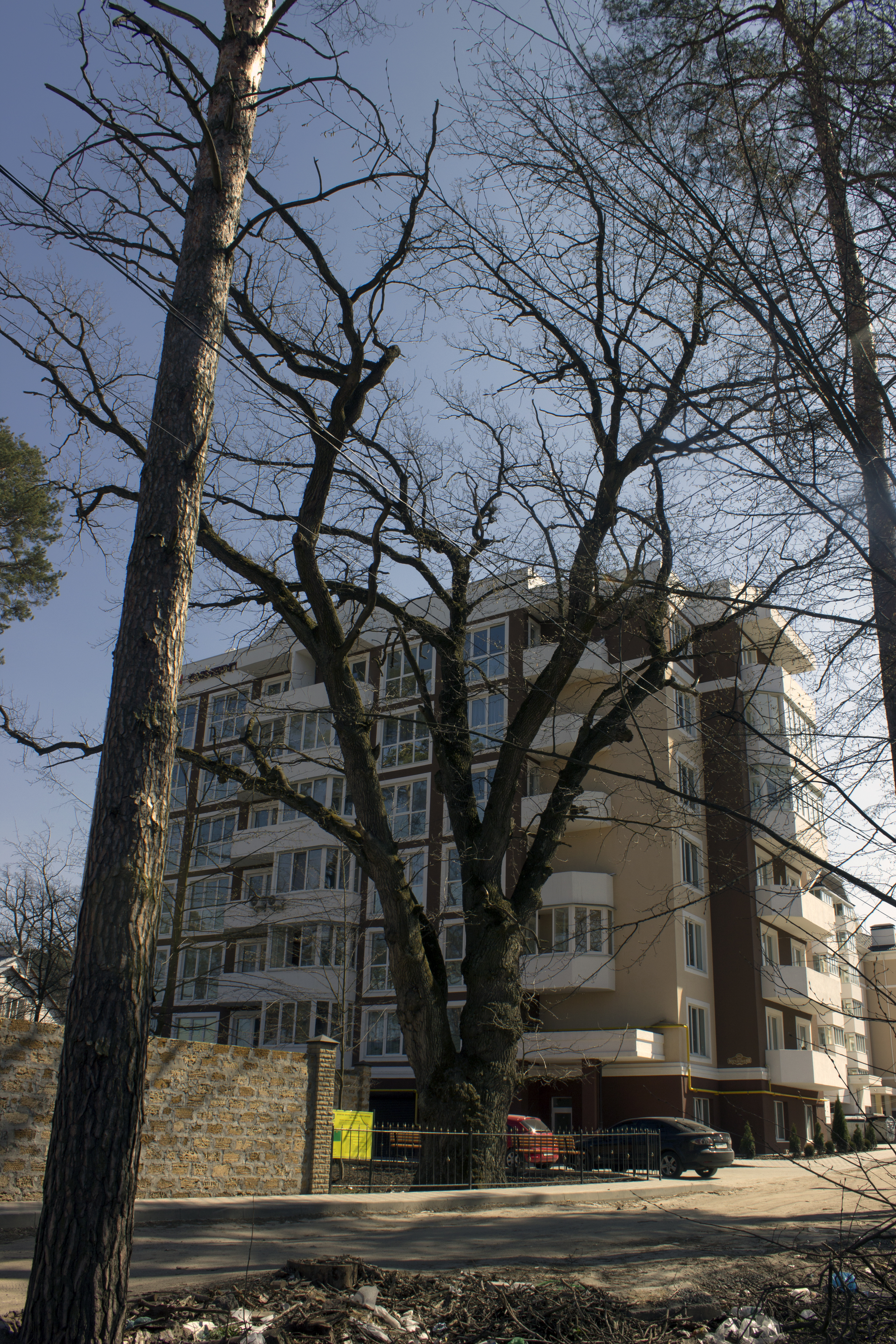
Le chêne Prabud d’intérêt local.

## Population
Recensements ou estimations de la population :
| 1923* | 1926* | 1939* | 1959*  | 1970*  | 1979*  | 1989*  |
| ----- | ----- | ----- | ------ | ------ | ------ | ------ |
| 2 226 | 2 513 | 6 489 | 18 186 | 25 275 | 31 589 | 38 710 |

| 2001*  | 2010   | 2011   | 2012   | 2013   | 2014   | 2015   |
| ------ | ------ | ------ | ------ | ------ | ------ | ------ |
| 40 593 | 41 185 | 41 533 | 41 693 | 42 924 | 44 023 | 45 468 |

| 2016   | 2017   | 2018   | 2019   | 2020   | 2021   | - |
| ------ | ------ | ------ | ------ | ------ | ------ | - |
| 47 102 | 50 434 | 53 361 | 56 806 | 60 084 | 62 456 | - |

## Galerie d'images

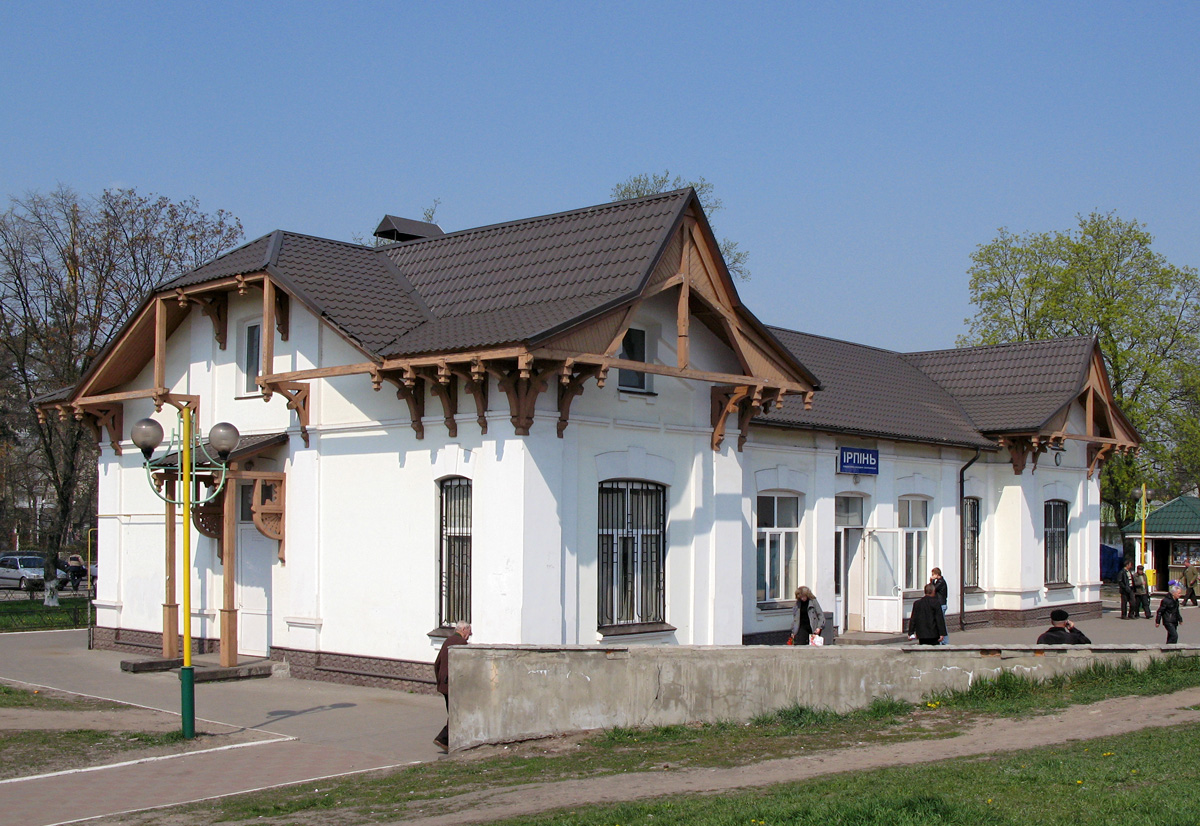
La gare.
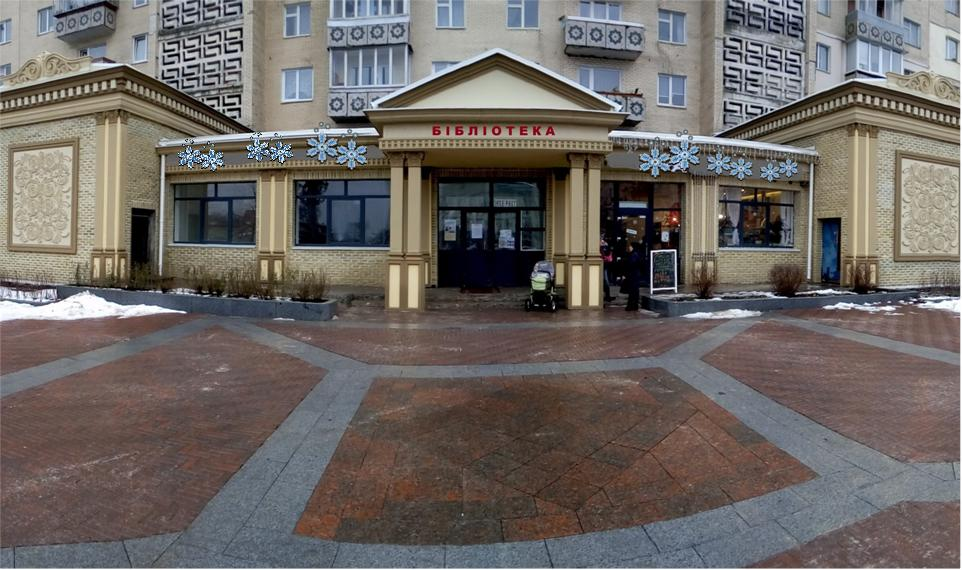
La bibliothèque municipale.
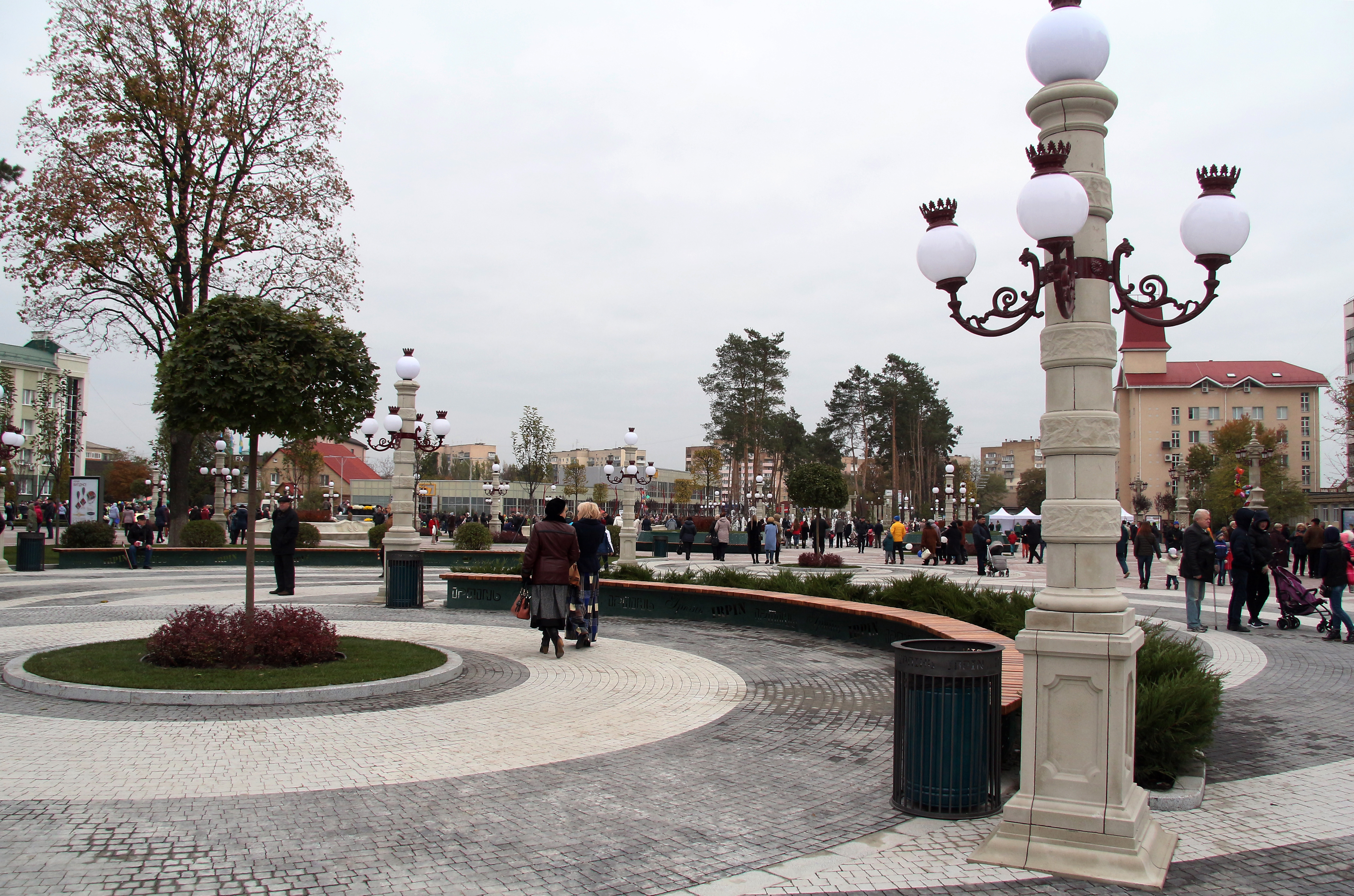
La place centrale.
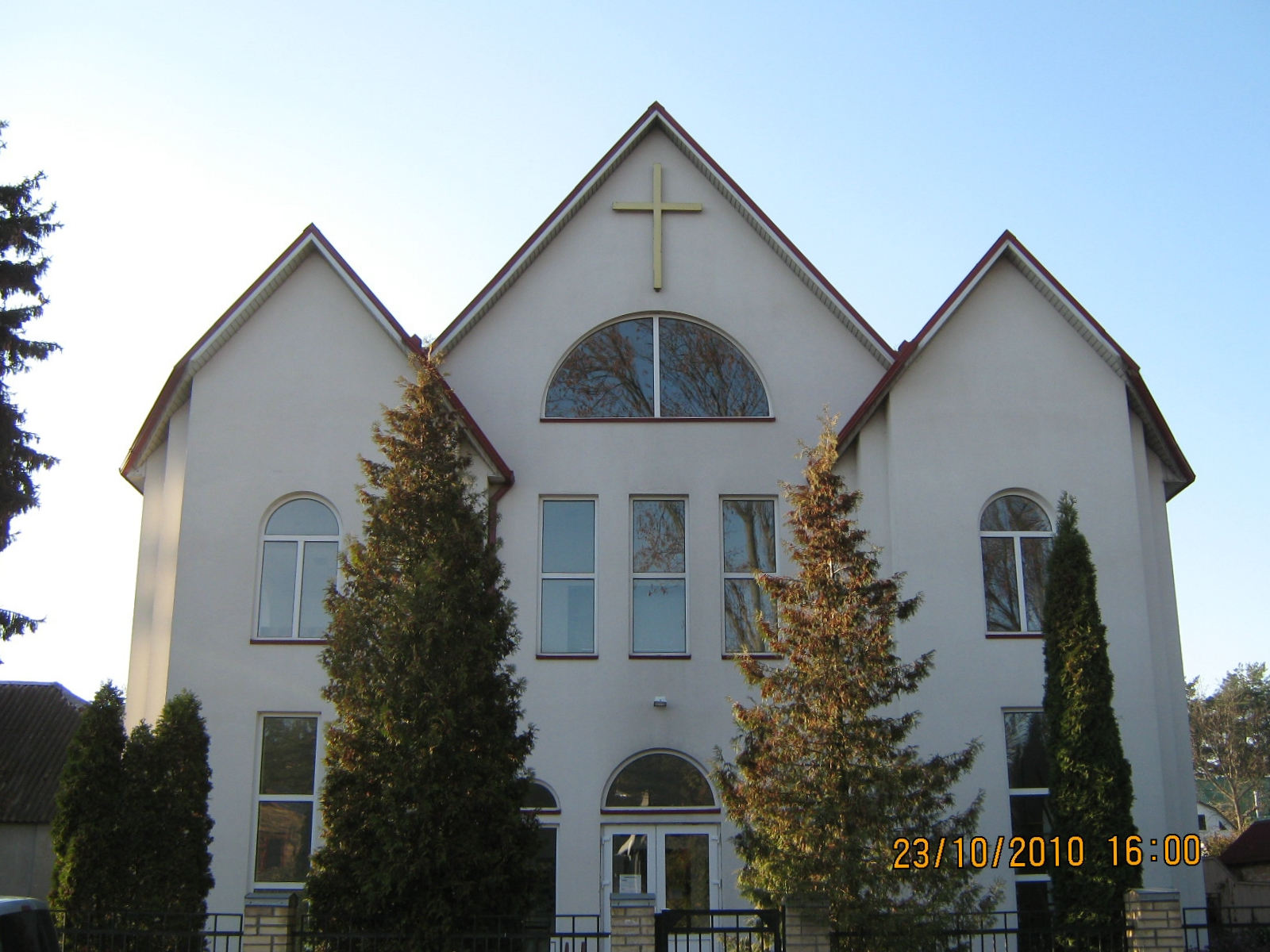
Église baptiste.
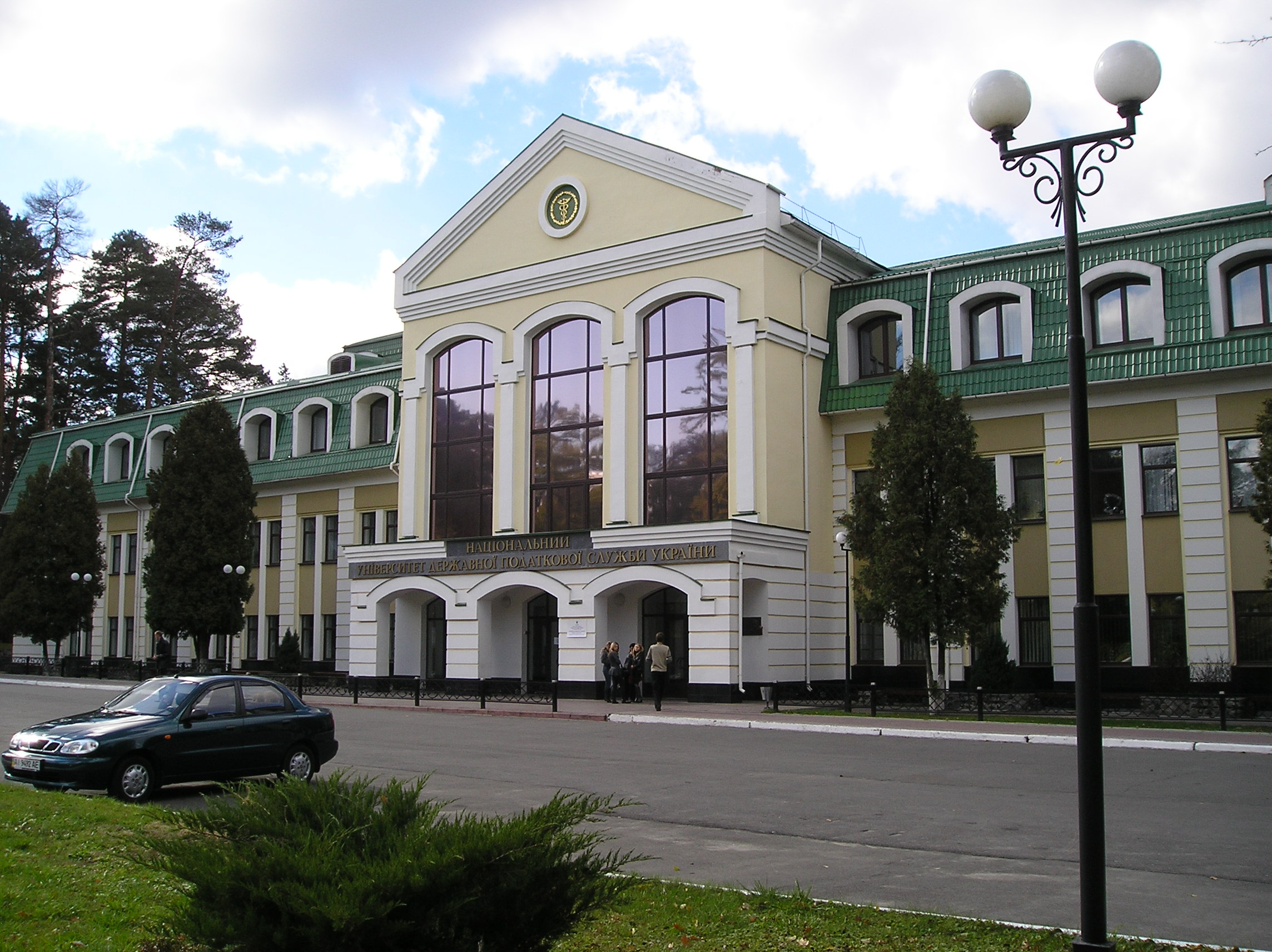
L'Université.
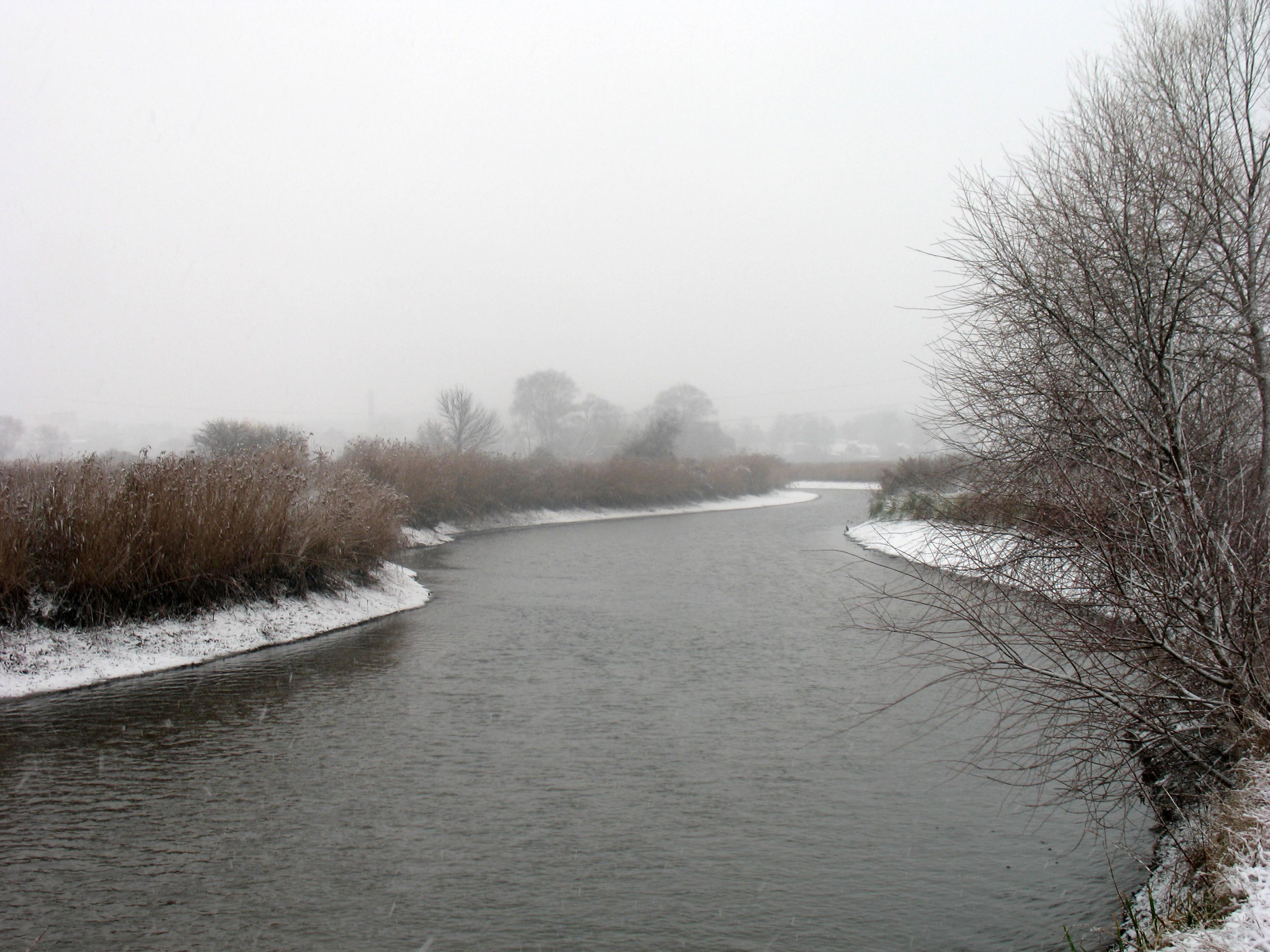
La rivière Irpin.
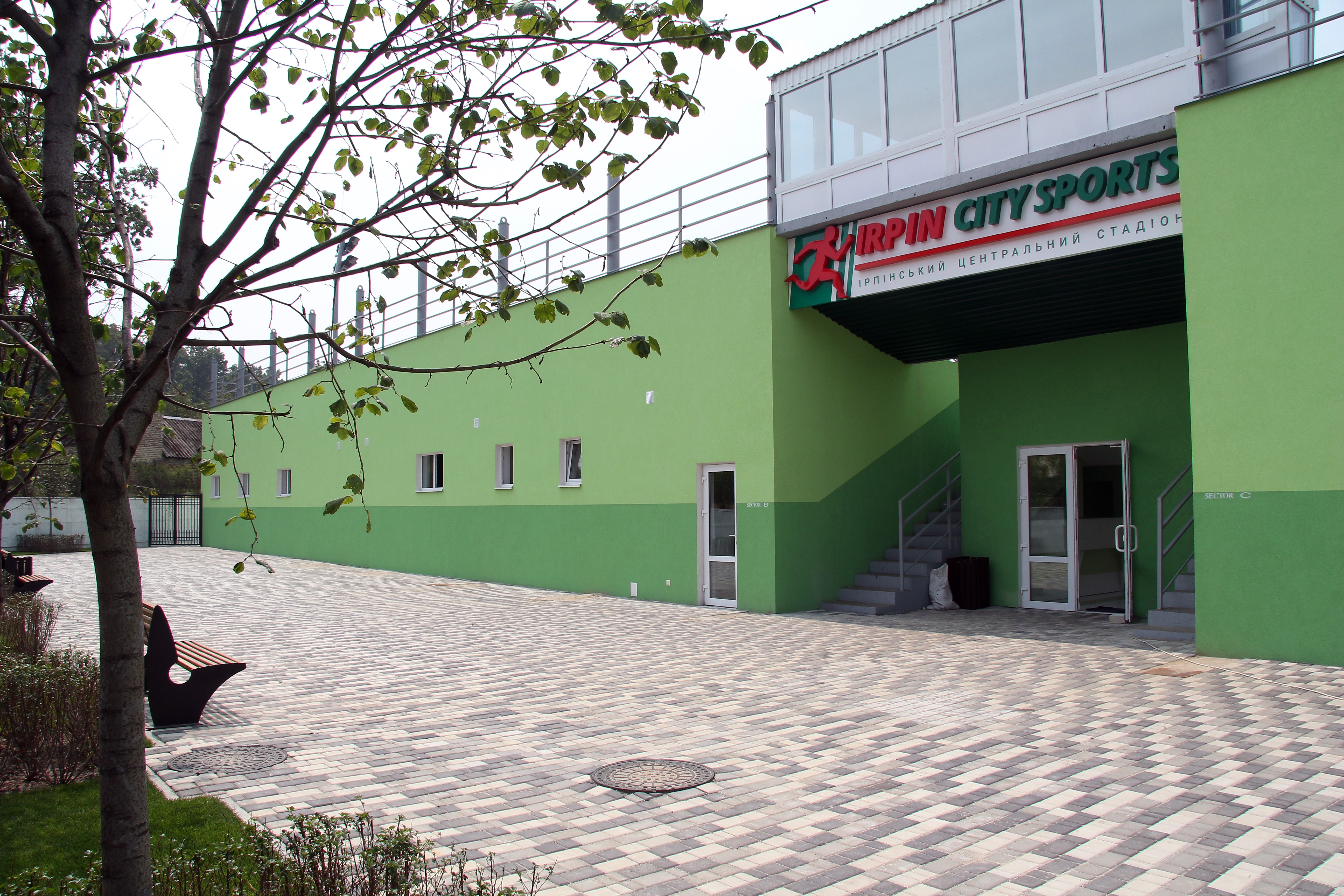
Le stade.

## Jumelages
- Tlajomulco de Zúñiga (Mexique) depuis le 21 septembre 2022[4].